# Демократия и тоталитаризм
«Демократия и тоталитаризм» — книга известного французского философа-гуманиста Раймона Арона. Содержит подробный сравнительный анализ политических систем СССР и демократических стран Запада.

## История создания книги
В основу книги легли лекции, которые Раймон Арон читал в 1957—1958 гг. в университете Сорбонны. Книга регулярно переиздается во Франции и переведена на многие языки. Русский перевод вышел в свет в 1993 г.

## Советская конституция — фикция и действительность
Свободно избранное Учредительное собрание было разогнано большевиками после первого же заседания, поскольку значительное большинство было враждебно большевикам. По конституции РСФСР 1918 часть населения — купцы, священники, помещики — лишались избирательных прав (См. Лишенцы). По мнению Арона, эта Конституция не имела никакого значения, поскольку реальная власть, принадлежала коммунистической партии.
Арон указывает, что в Конституции 1936 г. нет дискриминирующих различий между городом и деревней. По мнению Арона, эта стало ненужным из-за широких возможностей подтасовки результатов выборов и тотального террора против инакомыслящих. Автор отмечает, что по официальным данным 99,9 % избирателей предпочитали голосовать за коммунистов . При этом власти старались добиться стопроцентного участия избирателей в выборах. По мнению Арона, отказ от голосования коммунисты рассматривали как протест против существующего режима. Арон отмечает, что заседания Верховного Совета превратились в спектакли для выражения одобрения действий правительства. У граждан по Конституции 1936 г. были все гражданские права, но эти права, могли нарушаться «в соответствии с интересами трудящихся». Эта оговорка, по мнению Арона прикрывала произвол властей. Автор высказывает мнение о том, что Конституция СССР была лишь инсценировкой для заграницы.
Арон отмечает, что хотя большевики исходили из идеи о временной диктатуре, тиранию им построить удалось, а отмирание государства осталось утопией. По мнению Арона, о делах большевиков можно сказать: «Люди творят свою историю, но не понимают историю, которую творят». Автор полагает, что это и не могло быть иначе, когда свободные дискуссии запрещены, установлена цензура, а критиков партийного курса безжалостно уничтожают. На основании изложенного Арон делает вывод о том, что планы и результаты деятельности коммунистов совершенно не соответствуют друг другу.

## Борьба внутри коммунистической партии
Историю партии Ленина Арон делит на 5 этапов:
1. До ноября 1917 г.: Ленин хотел создать партию профессиональных революционеров, то есть немногочисленную партию, подчинённую власти штаба, где должна быть строжайшая дисциплина. Только такая партия, по мнению Ленина, могла организовать успешный захват власти и подстрекать народ к бунту, а не болтать в парламенте о социализме. На первом этапе выборы депутатов на съезды партии проводились честно, но делегациями было легко манипулировать. Ленин почти всегда умел навязать съезду свою волю.
2. 1917-1923 гг.: разворачивались дискуссии между фракциями ВКП(б). Ленин нередко оказывался в меньшинстве, но соратники слепо ему верили: опыт всегда подтверждал его правоту. На этом этапе стало расти значение секретариата ЦК. Бюрократический аппарат партии во главе которого в 1922 встал Сталин стал усиливать свою власть.
3. 1923-1930 гг.: Имея поддержку партийного аппарата, Сталин одержал победу над другими соратниками Ленина. Именно этим Арон объясняет, в частности победу Сталина над Троцким, который был гораздо более талантливым и ярким публичным политиком чем Сталин. Арон пишет: «Троцкий мог болтать всё что угодно, но большинство делегатов съездов голосовали за точку зрения Сталина, поскольку они получали свои должности через секретариат ЦК и были лично обязаны этим Сталину». Сталин умело маневрировал: вначале он вступил в союз с Зиновьевым и Каменевым против Троцкого, а затем с Бухариным против Зиновьева и Каменева. Все эти победы Сталина разыгрывались на съездах партии, где ему всегда удавалось получить большинство голосов.
4. 1930-1953 гг.: Сталин получил единоличную власть. Его окружали соратники, с которыми он хоть и совещался, но всегда навязывал свою волю. Начиная с 1934 года он внушал им страх. Фракции беспощадно ликвидируются — не только политически, но и физически
5. После 1953 г.: разворачивается соперничество между преемниками Сталина — Хрущёвым, Берией и Маленковым, которые, по рекомендации Ленина, старались не переходить «кровавой черты» и не заниматься самоистреблением. Лишь для Берии было сделано исключение — он был казнён, так как считался претендентом в тираны. 

## Идеология и террор
Согласно большевистской теории, Октябрьская революция стала символом победы мирового пролетариата. По мнению Арона, на самом деле она стала примером важной роли в истории малочисленных политических группировок . Арон указывает на мнимые выборы и лицемерные приветственные возгласы на съездах партии и демонстрациях, как на символы власти советской правящей верхушки.
Арон указывает, что Ленин отнюдь не полагался в своих действиях на «объективный ход истории», и не стыдился действовать вопреки как теории Маркса, так и собственным утверждениям прежних лет.
Отмечая роль государственного террора в СССР, Арон указывает на тот факт, что такой террор изобрели не Ленин и Сталин: к террору прибегали и Кромвель и Робеспьер. В качестве примера государственного террора Арон называет судьбу делегатов XVII съезда ВКП(б) (1934), более половины которых в годы «большого террора» были объявлены «врагами народа». В ходе массовых «чисток» 1936-38 гг. были отстранены от власти почти все ветераны партии; большинство было либо уничтожено физически, либо отправлено в Гулаг. Все обвиняемые на т. н. «московских процессах» признавали свою вину
. Арон напоминает западному читателю, что следственные органы добивались этих признаний с помощью изощренных пыток.
Арон цитирует слова Монтескьё о деспотизме: «страх незаметно овладевает всеми людьми в обществе, кроме одного тирана». В этой связи Арон приводит слова Хрущёва, писавшего, что, отправляясь на встречу со Сталиным, он никогда не знал, хочет ли Сталин посоветоваться или отправить в тюрьму. Далее Арон делает вывод о том, что страх тоже был результатом коммунистического эксперимента.
Арон выделяет три вида террора в СССР:
- Наказание в согласии с уголовным кодексом, где была статья о наказании за «контрреволюционную деятельность» или за «общественно-опасное деяние», которое могло толковаться судами весьма широко. Не подлежащий обжалованию приговор мог быть вынесен в отсутствии защитника или обвиняемого[16].
- Административные суды, работавшие по сокращённой процедуре[Прим. 12]. Обвиняемые на этих «судах» не имели права на защиту и обжалование. В случае приговора к смертной казни, расстрел следовал в течение суток после вынесения приговора, поэтому для обжалования приговора уже не оставалось времени[16].
- Депортация народов. Арон сообщает западному читателю о практике массовых высылок в отдаленные районы по этническому признаку. В разные годы в СССР были высланы из постоянных мест проживания многие малые народы Кавказа, Поволжья и других мест.

## Тоталитаризм
Арон называет пять основных признаков тоталитаризма:
1. Однопартийная система. Монопольное право на политическую деятельность имеет лишь одна партия.
2. Государственная идеология. Правящая партия имеет на вооружении (или в качестве знамени) идеологию, которой она придает статус единственного авторитета, а в дальнейшем — и официальной государственной истины.
3. Монополия на информацию. Для распространения официальной истины государство монополизирует средства убеждения. Государство и его представители руководят всеми средствами массовой информации — радио, телевидением, печатью.
4. Государственная экономика. Большинство видов экономической и профессиональной деятельности находится в подчинении государства и становится его частью. Поскольку государство неотделимо от своей идеологии, то почти на все виды деятельности накладывается идеологический отпечаток.
5. Идеологический террор. Любое прегрешение в хозяйственной или профессиональной сфере превращается в идеологическое. Нарушители подвергаются не только полицейским мерам преследования, но и идеологическим.

Арон сравнивает советский коммунизм, немецкий национал-социализм и итальянский фашизм. При всех различиях в идеологии, все три режима Арон считает тоталитарными. В качестве главного признака, объединяющего три режима Арон выделяет наличие революционной партии. Он пишет:

Режимы стали тоталитарными не в силу какого-то постепенного развития, а на основе первоначального стремления коренным образом преобразовать существующий порядок в соответствии со своей идеологией. У революционных партий есть общие черты, которые приводят к тоталитаризму,— масштабность устремлений, радикальность позиций и выбор самых крайних средств.
— « Демократия и тоталитаризм. Глава XV. О тоталитаризме»

## Советский режим и попытки его осмысления
Арон напоминает, что согласно теории Маркса, власть при социализме должна принадлежать пролетариату. В России до революции пролетариат составлял меньшинство. Разве справедливо, когда меньшинство имеет всю власть?, — задается вопросом Арон. По его мнению, власть никогда не может быть реализована миллионами заводских рабочих. На этом основании, Арон заключает, что утверждение «власть принадлежит пролетариату» — это демагогия. На деле, по мнению Арона, власть в СССР принадлежала коммунистической партии, а внутри неё — правящей группе высших аппаратчиков.
Арон указывает, что социал-демократы («меньшевики») уже в 1917 году предупреждали, что социалистическая революция обречёт рабочих на полвека деспотизма. Лидер Второго Интернационала социал-демократ Карл Каутский сразу после Октябрьской социалистической революции сказал: «Это не диктатура пролетариата, а диктатура партии над пролетариатом». Троцкий оправдывал захват власти в 1917 г., но критиковал «обюрокрачивание». Однако, как указывает Арон, для управления плановой экономикой бюрократию пришлось создать: к августу 1920 г. численность чиновников в РСФСР превзошла численность промышленных рабочих более чем в два раза: 4 млн против 1,7 млн.
Арон указывает, что советская бюрократия хотела видеть своим вождём Сталина, а не Троцкого с его теорией «перманентной революции»; новая революция бюрократии была не нужна. Арон напоминает, что к концу жизни Троцкий стал даже сомневаться в истинности марксизма.

## Сравнение нацизма и советской системы
Арон рассматривает несколько доводов за и против сходства немецкого национал-социализма и советской власти. Он приходит к выводу, что нельзя однозначно приравнивать эти режимы правления, но и нельзя говорить об отсутствии общего.

Различия и родство двух разновидностей тоталитаризма неоспоримы. Черты сходства слишком заметны, чтобы усматривать в них чистую случайность. С другой стороны, различия в идеях и целях слишком очевидны, чтобы принять мысль о коренном родстве режимов.— Арон Р. Демократия и тоталитаризм. Глава XV. О тоталитаризме
По мнению Арона сходство нацизма и советского строя — в наличии террора после захвата власти. В то же время, цели и оправдание террора были различны.
Арон перечисляет и сопоставляет другие сходства: однопартийность, вождизм, наличие официальной идеологии, вездесущая полиция. Но при этом он либо не считает их принципиальными, либо сомневается, являются ли они закономерностью или случайным совпадением.

## Сходство между СССР и царским режимом
- Наличие бюрократической иерархии.
- Государственная идеология (православие или коммунизм).
- Настороженное отношение к Западу, что проявилось в споре между западниками и славянофилами[20].

## Азиатский способ производства в СССР
Арон ссылается на известную работу Карла Виттфогеля «Восточный деспотизм. Сравнительный анализ тоталитарных держав». Виттгофель утверждал, что в СССР был построен не социализм, а «азиатский способ производства» (АСП) — общественная формация, упоминаемая Марксом наряду с другими основными формациями. В качестве определяющей черты этой формации Маркс называл отсутствие частной собственности на землю. АСП существовал во многих цивилизациях прошлого: Древнем Египте, Древнем Вавилоне, Китае и др.
Вслед за Виттфогелем Арон отмечает и другие сходства политической системы в СССР и азиатского способа производства:
- Функция управления полностью принадлежит государственной бюрократии.
- Отмена рыночной конкуренции и частной собственности. Отсутствие социальных классов.
- Абсолютная власть правителя, возглавляющего бюрократическую систему.

Повторяя Виттфогеля, Арон указывает, что в СССР был воссоздан азиатский способ производства.

## Комментарии
1. ↑  Лауреат премии де Токвиля за гуманизм (1979)
2. ↑  Рабочим дали больше избирательных прав, чем крестьянам. Крестьяне выбирали одного депутата от 120 тыс. избирателей, а рабочие — от 25 тыс.
3. ↑  Существует мнение, что власть на подконтрольных большевикам территориях России принадлежала не всем членам ВКП(б), а лишь небольшому руководящему слою, подконтрольному Ленину (см., например, Восленский «Номенклатура», стр. 67 — 77)
4. ↑  Это мнение Арона можно отнести лишь к ленинскому периоду террора. Исследователи сталинизма указывают, что особенностью террора 30-х годов был во многом случайный характер репрессий, что оказывало на население СССР дополнительное подавляющее воздействие (См. например, Роберт Конквест «Большой террор»)
5. ↑  Известный исследователь политической системы в СССР, М. С. Восленский указывает на необходимость различения истинных и заявленных планов группировки Ленина. По мнению Восленского, истинной целью Ленина и его ближайшего окружения была отнюдь не диктатура пролетариата, а собственная ничем не ограниченная власть, по меньшей мере — в России. Эта цель, по мнению Восленского, была успешно достигнута к середине 20-х годов (Восленский «Номенклатура», стр. 67 — 77)).
6. ↑  Сталин был избран Генеральным секретарём ЦК РКП(б), а также членом Политбюро и Оргбюро ЦК РКП(б) на пленуме ЦК РКП(б) 3 апреля 1922 года.
7. ↑  Известно, что картотеку на наиболее интересовавших его людей Сталин с первой половины 20-х годов вел сам, не допуская к ней даже своего секретаря. В эти годы в аппарате ЦК Сталина называли за глаза «товарищ Картотеков»(Восленский, глава 2, раздел 13)
8. ↑  Исключением стал XVII съезд ВКП(б) (январь-февраль 1934). На этом съезде, при выборах Генерального секретаря большинство делегатов проголосовало за кандидатуру С. М. Кирова. Сталину удалось получить пост лишь в результате массовой фальсификации при подсчете голосов. Киров не дожил до конца года — был застрелен в коридоре Смольного 1 декабря 1934. Большинство делегатов Съезда были физически уничтожены в годы «большого террора» 1937—1939 гг. (см. Восленский «Номенклатура», глава 2, раздел 14)
9. ↑  На московских процессах 1936-38 гг. (всего их было три) ближайшие соратники Ленина, такие как Зиновьев, Каменев, Бухарин и другие обвинялись в сотрудничестве с западными разведками с целью восстановления капитализма
10. ↑  Для получения нужных показаний применялся т. н. «конвейер», при котором одного обвиняемого поочередно допрашивали несколько следователей. Допрос мог продолжаться по нескольку дней и ночей подряд без перерыва. Во время допроса жертва подвергалась оскорблениям, унижению и побоям, но последние были лишь дополнительными средствами воздействия, основным фактором было лишение сна. Практика НКВД показала, что многодневное лишение сна приводило к капитуляции жертвы во всех случаях, различалось лишь время сопротивления. Жертва также не имела возможности отказаться от показаний на суде, поскольку в этом случае дело возвращалось «на доследование», что означало повторение пытки. В этой ситуации практически все жертвы соглашались на сотрудничество со следствием и признание обвинений, хотя это и означало практически неизбежный смертный приговор. Кроме того, важную роль играли угрозы расправы с семьей жертвы в случае отказа от самооговора.
11. ↑  В западной политической традиции советскую политическую систему принято называть коммунизмом, — прим. ред.
12. ↑  Т. н. «особые совещания» и «тройки».
13. ↑  В СССР правящая прослойка партийно-хозяйственного аппарата носила название «номенклатура». Название было неофициальным и, в какой-то мере, секретным, поскольку номенклатура старалась не афишировать своей роли в обществе, и сам факт существования номенклатуры, как социальной группы, тщательно скрывался. Некоторые исследователи называют номенклатуру господствующим классом советского общества (см., например, Восленский «Номенклатура», глава 1, раздел 8; Джилас, с. 12.)
14. ↑  

На опасность авторитаризма вследствие «диктатуры пролетариата» указывал ещё М. А. Бакунин в своей полемике с Марксом на съезде I Интернационала. Бакунин предупреждал: «Если взять самого пламенного революционера и дать ему абсолютную власть, то через год он будет хуже, чем сам Царь.» (Quoted in Daniel Guerin, Anarchism: From Theory to Practice (New York: Monthly Review Press, 1970), pp.25-26.)
15. ↑  K. Wittfogel «Oriental Despotism: A Comparative Study of Total Power»